# Anthony Waters
Anthony "Tony" Waters, född 10 april 1928, död 20 november 1987, var en australisk landhockeyspelare.
Waters blev olympisk bronsmedaljör i landhockey vid sommarspelen 1964 i Tokyo.